# Samantha Who?
Samantha Who? is een Amerikaanse sitcom die werd uitgezonden op ABC. De serie werd ontwikkeld door Cecelia Ahern en Don Todd. De hoofdrol wordt gespeeld door Christina Applegate. Het was de best gewaardeerde nieuwe komedie van het televisieseizoen 2007-2008 in de Verenigde Staten en won dan ook de People's Choice Award voor 'Beste nieuwe sitcom'. In Nederland wordt de serie uitgezonden sinds 2015 door Comedy Central Family, in Vlaanderen door VT4.
De reeks werd na twee seizoenen stopgezet.

## Verhaal
Samantha Newly raakt in coma na een ongeval met de auto. Na acht dagen ontwaakt ze, maar ze heeft last van geheugenverlies: ze herinnert zich niets meer uit haar verleden. Ze herkent haar moeder niet meer, weet niet waar ze werkt en zelfs niet meer hoe ze met de auto moet rijden. Beetje bij beetje krijgt ze haar geheugen terug, en moet dan vaststellen dat de oude Samantha eigenlijk helemaal niet zo'n lieve en vriendelijke vrouw was: ze heeft heel wat mensen tegen haar in het harnas gejaagd en was een echte bitch. Ze ziet haar coma dan ook als dé kans om een nieuwe start te nemen en haar fouten uit het verleden weer goed te maken.

## Rolverdeling
| Personage            | Acteur              | Beschrijving personage |
| -------------------- | ------------------- | --- |
| Samantha "Sam" Newly | Christina Applegate | Samantha Sam Newly raakt in een coma na een ongeval. Wanneer ze er uit ontwaakt, is ze haar geheugen kwijt. Stilaan krijgt ze dit terug. Ze werkte als onderdirecteur op een immobiliënkantoor voor haar ongeluk, maar verlaat het bedrijf als ze uit haar coma ontwaakt is. |
| Todd Deepler         | Barry Watson        | Todd is Samantha's ex-vriend. Ze woonden samen voor ze het uitmaakten en Todd woont nog altijd in het appartement, dat eigenlijk van Samantha is. |
| Regina Newly         | Jean Smart          | Samantha's moeder. Ze wil heel graag een relatie met haar dochter opbouwen - ze heeft Samantha echter niet gesproken de voorgaande twee jaar. |
| Howard Newly         | Kevin Dunn          | Samantha's vader. Is blij dat zijn kleine meisje weer de oude is. Werkt als zelfstandig kippenboer en is gek op jagen. |
| Andrea Belladonna    | Jennifer Esposito   | Andrea is Samantha's vriendin en collega, die niets liever wil dan dat alles weer wordt zoals vroeger. |
| Dena                 | Melissa McCarthy    | Dena is Samantha's gezette jeugdvriendin, die Samantha overtuigt dat ze al jaren beste vrienden zijn (maar eigenlijk hebben ze elkaar niet meer gezien sinds hun kindertijd). Samantha komt hier wel achter, maar blijft vriendinnen met Dena.                               |
| Frank                | Tim Russ            | Is de portier van Samantha's appartementsblok. Is nogal sarcastisch en ziet alles. Samantha beschouwt hem als een vriend en vertrouwenspersoon. Hij houdt echter afstand tussen Samantha en hem.                                                                             |
| Chase Chapman        | Rick Hoffman        | Is de ex-baas van Samantha en de vriend van Dena (op zijn verzoek regelt Samantha een blind date). |

## Dvd's
| Naam                     | Afleveringen | Datum uitgave     | Datum uitgave | Datum uitgave |
| Naam                     | Afleveringen | Regio 1           | Regio 2       |               |
| ------------------------ | ------------ | ----------------- | ------------- | ------------- |
| Volledige Eerste Seizoen | 15           | 23 september 2008 | -             |               |
| Volledige Tweede Seizoen | 20           | 25 augustus 2009  | -             |               |